# Chiesa della Santissima Annunziata (Capoliveri)
La chiesa di Santa Maria Assunta è un edificio sacro che si trova a Capoliveri, in provincia di Livorno.
Di impianto romanico e documentata dal 1343 («...ante ecclesiam Sancte Marie de Capolivro...»), fu restaurata nel 1830, come ricorda l'epigrafe sulla porta maggiore. Subì l'assalto delle truppe franco-turche di Dragut nel 1553; tale avvenimento era descritto in un'epigrafe marmorea del 1576, oggi scomparsa, che si trovava all'interno della chiesa: «Nel tempo che l'armate turchesche vennero in Cristianità sbarcorno in Porto Longone: vennero li Turchi nella terra di Capoliveri, abbrugiorno la chiesa e guastorno tutte le imagine di Cristo e delli Santi et disferno lo presente [altare]».
All'interno dell'edificio vanno notate in particolare numerose statue ottocentesche in gesso dipinto, insieme ad una tela raffigurante la Madonna del Carmine tra san Mamiliano e sant'Andrea, originariamente collocata nella vicina chiesa di San Mamiliano.